# Kjersti Grini
Kjersti Elizabeth Grini (n. 7 septembrie 1971, în Oslo) este o fostă handbalistă norvegiană. Considerată printre cei mai buni intermediari dreapta din handbalul feminin, Grini a fost campioană mondială, europeană și multiplă medaliată cu echipa națională a Norvegiei în aceste competiții. În anul 2000, handbalista a obținut medalia de bronz la Jocurile Olimpice de la Sydney.
În total, Kjersti Grini a jucat pentru Norvegia în 201 partide, în care a înscris 1003 goluri.

## Palmares

### Club
- Campionatul Danemarcei:
  -  Câștigătoare: 2001

- Cupa EHF:
  -  Câștigătoare: 2002
  - Finalistă: 1995, 2000

- Cupa Challenge EHF:
  - Finalistă: 1994

### Echipa națională
- Jocurile Olimpice:
  -  Medalie de bronz: 2000

- Campionatul Mondial:
  -  Medalie de aur: 1999
  -  Medalie de argint: 2001

- Campionatul European:
  -  Medalie de aur: 1998
  -  Medalie de argint: 1996
  -  Medalie de bronz: 1994

### Performanțe și distincții individuale
- Cea mai bună jucătoare din campionatul Norvegiei: 1990, 1994
- Cel mai bun inter dreapta la Jocurile Olimpice: 1996, 2000[3]
- Cel mai bun inter dreapta la Campionatul European: 1998[4]
- Cea mai bună marcatoare la Jocurile Olimpice: 2000  (61 de goluri)[3]
- Cea mai bună marcatoare la Campionatul European: 1996
- Cea mai bună marcatoare din campionatul Norvegiei: 1989-90, 1993-94, 1995-96